# 梅津富浩
梅津 富浩（うめつ とみひろ、1968年2月2日 - ）は、長崎県出身の日本の陸上競技選手。専門は長距離種目。長崎県立国見高等学校→日本大学→長崎県立諫早農業高等学校→愛知製鋼、現在創成館高等学校の教員で陸上部監督。身長179cm、体重60kg。血液型O型。

## 略歴・人物
日本大学時代は東京箱根間往復大学駅伝競走大会に1年（1989年）から4年（1992年）まで4年連続出場した。1年時3区（21.4km）、2年時7区（21.3km）、3年時3区（21.4km）、4年時1区（21.3km）にエントリーされ、2年時と4年時は準優勝に貢献した。また出雲全日本大学選抜駅伝競走に第1回大会で優勝し、全日本実業団対抗陸上競技選手権大会で初優勝した。卒業後は地元の長崎県立諫早農業高等学校で保健体育の教員に採用され陸上競技を続けた。教員3年目に日本陸上競技選手権大会の1500mで第2位に入賞した。翌年（1989年）に愛知製鋼へ入社し、第80回日本陸上競技選手権大会の1500mで優勝した。その他、世界クロスカントリー選手権やアジア選手権の日本代表に選出された。

## 主な戦績
- 1991年 - 日本学生陸上競技対校選手権大会 ハーフマラソン 第2位
- 1995年 - 全日本実業団対抗陸上競技選手権大会 1500m 優勝
- 1996年 - 日本陸上競技選手権大会 1500m 優勝
- 1997年 - 東アジア大会 1500m 第4位
- 1998年 - アジア選手権 1500m 第4位

## 記録
自己ベスト
- 1500ｍ 3分43秒15
- 5000m 13分51秒79
- 10000m 28分52秒25
- ハーフマラソン 1時間03分42秒
- マラソン 2時間25分20秒